# The Varangian Way
The Varangian Way (с англ. «Путь из варяг в греки») — второй альбом викинг-метал-группы Turisas, вышедший в 2007 году.
The Varangian Way концептуальный альбом, посвящённый путешествию отряда скандинавов из Балтийского моря через Киевскую Русь в Царьград. Каждая песня рассказывает о новом этапе пути: герои посещают Альдгеюборг (Ладогу), Хольмгард (Новгород), останавливаются в Киеве у князя Ярослава Мудрого, преодолевают пороги Днепра и в финале достигают Миклагарда (Константинополь), столицы Византии.
Песня «To Holmgard and Beyond» была выпущена отдельным синглом.

## Список композиций
1. «To Holmgard and Beyond» — 5:17
2. «A Portage to the Unknown» — 4:50
3. «Cursed Be Iron» — 5:03
4. «Fields of Gold» — 4:34
5. «In the Court of Jarisleif» — 3:17
6. «Five Hundred and One» — 6:18
7. «The Dnieper Rapids» — 5:20
8. «Miklagard Overture» — 8:18

## Участники записи
- Маттиас «Warlord» Нюгард — вокал, программирование и перкуссия;
- Юсси Викстрём — гитара;
- Туомас Лехтонен — ударные;
- Ханну Хорма — бас-гитара;
- Антти Вентола — клавишные;
- Нетта Ског — баян.